# Смирнова, Галина Дмитриевна
Галина Дмитриевна Смирнова (1925-2016) — советский передовик производства в сельском хозяйстве. Герой Социалистического Труда (1949).
Сестра — В. Д. Гришина.

## Биография
Родилась 11 октября 1925 года в деревне  Воробьёво, Костромской области в крестьянской семье.
С 1936 года семья Смирновых переехали жить в посёлок Караваево, вся семья устроились работать в местный племенной совхоз в полеводческую бригаду.
В 1941 году Г. Д. Смирнова перешла работать на ферму и сначала трудилась грузчиком, а в 1942 году — дояркой в бригаде Е. И. Греховой, в будущем дважды Героя Социалистического Труда. С 1947 года в полеводческой бригаде стала работать и её родная сестра В. Д. Смирнова.
25 августа 1948 года Указом Президиума Верховного Совета СССР «за получение от 8 коров по 5207 килограммов молока с содержанием 202 кг молочного жира и за высокие показатели в труде» Галина Дмитриевна Смирнова была награждена Орденом Ленина.
12 июля 1949 года Указом Президиума Верховного Совета СССР «за получение высокой продуктивности животноводства в 1948 году от 8 коров по 5645 килограммов молока с содержанием 219 кг молочного жира в среднем от коровы за год» Галина Дмитриевна Смирнова была удостоена звания Героя Социалистического Труда с вручением Ордена Ленина и золотой медали «Серп и Молот».
В 1966 и в 1977 году Указом Президиума Верховного Совета СССР «за высокие показатели в труде» Галина Дмитриевна Смирнова была награждена орденами Трудового Красного Знамени и Знак Почёта.
После выхода на пенсию проживала в посёлке  Караваево, Костромской области.

## Награды
- Медаль «Серп и Молот» (12.07.1949)
- Два Ордена Ленина (25.08.1948, 12.07.1949)
- Орден Трудового Красного Знамени (1966)
- Орден Знак Почёта (1977)
- Медаль «За трудовую доблесть» (1.06.1945)
- Медаль «За доблестный труд в Великой Отечественной войне 1941—1945 гг.»